# إستيفان هورتي
إستيفان هورتي (بالمجرية:István Horthy) ‏(12 سبتمبر 1904 - 20 أغسطس 1942) ضابط طيار في سلاح الجو الملكي المجري وهو الابن الأكبر لوصي عرش المملكة المجرية الأدميرال ميكلوش هورتي، توفي إستيفان بتحطم طائرته على الجبهة السوفيتية خلال الحرب العالمية الثانية.